# Casa de Limoges

Armoiries des Limoges : d'or à trois lions d'azur, armés et lampassés de gueules

Por Casa de Limoges entende-se uma família de senhores feudais do Limousin que possuía o viscondado de Limoges. Seu começo deu-se com Foucher de Limoges, cuja fidelidade a Carlos II, o Calvo, rendeu-lhe o título de visconde de Limoges em 876.
Daí saiu vários ramos, como por exemplo, o dos viscondes de Comborn, de Ventadour, que resultaram na II Casa de Turenne (extinta no século XIV), de Turenne de Aynac (extinta) e de Turenne de Aubepeyre (ainda existente) e de Ussel (ainda existente), de Aubusson (extinta no século XIX), de La Marche (extinta no século XIV), de Rochechouart e de Brosse (ainda existentes).
O ramo primeiro dos viscondes de Limoges fundiu-se com a Casa da Bretanha.

## História

### Orígens

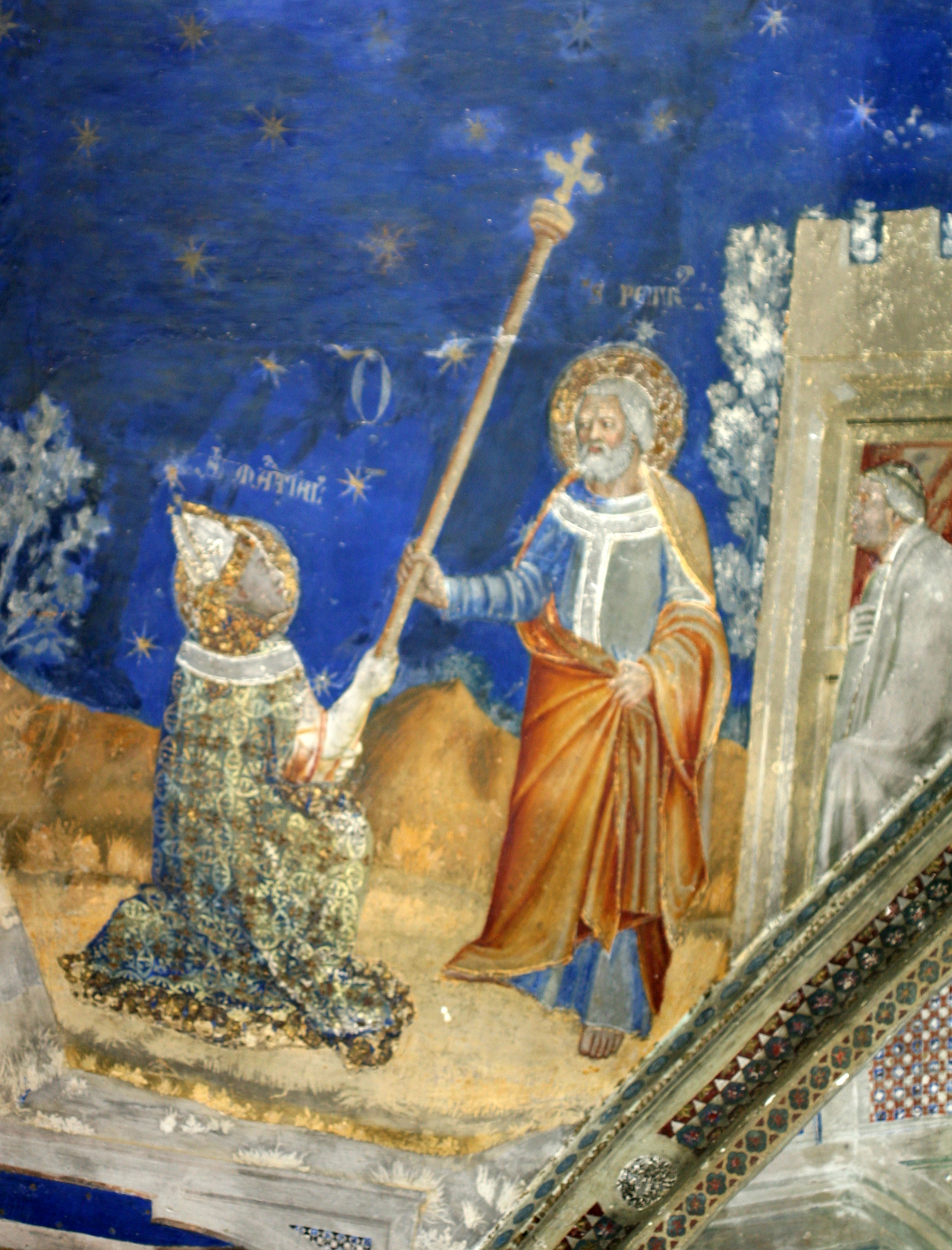
A vida de São Marçal - Apresentação do báculo de São Pedro

Foucher ou Fulco I foi o fundador da Casa de Limoges. Ele foi o segundo filho de Raimundo I, conde de Toulouse, e de Berta de Reims, filha de Rémi, de sorte  que os viscondes de Limoges derivaram provavelmente dos viscondes de Rouergue, os quais descenderam provavelmente dos condes de Autun, nos idos de 730. Fiel a Carlos II, o Calvo, Foucher de Limoges recebeu do  rei, o Viscondado de Limoges que se estendia pelo  Limousin e o Berry. Ele foi coroado em  876 em  Limoges e fez cunhar moedas. No ano seguinte, a promulgação do  Capitulaire de QuIzy por Carlos II emancipando os senhores da autoridade real, ao mesmo tempo que lhes conferia títulos e encargos hereditários. Este foi o nascimento do feudalismo. Como nos outros senhorios, o viscondado de Limoges tornou-se um território autônomo, administrado pelo visconde  Foucher. Com a sua morte, em 886, seu filho Hildeberto de Limoges tornou-se senhor de  Limoges. Depois disto, em 914, tornou-se visconde o filho de Hildeberto, Hildegardo de Limoges, e depois, em 943 foi a vez do filho do último Geraldo de Limoges, tornar-se visconde e, durante o longo período de domínio, até 988, estabelecer permanentemente a dinastia em seu reduto absoluto: o  Limoges.

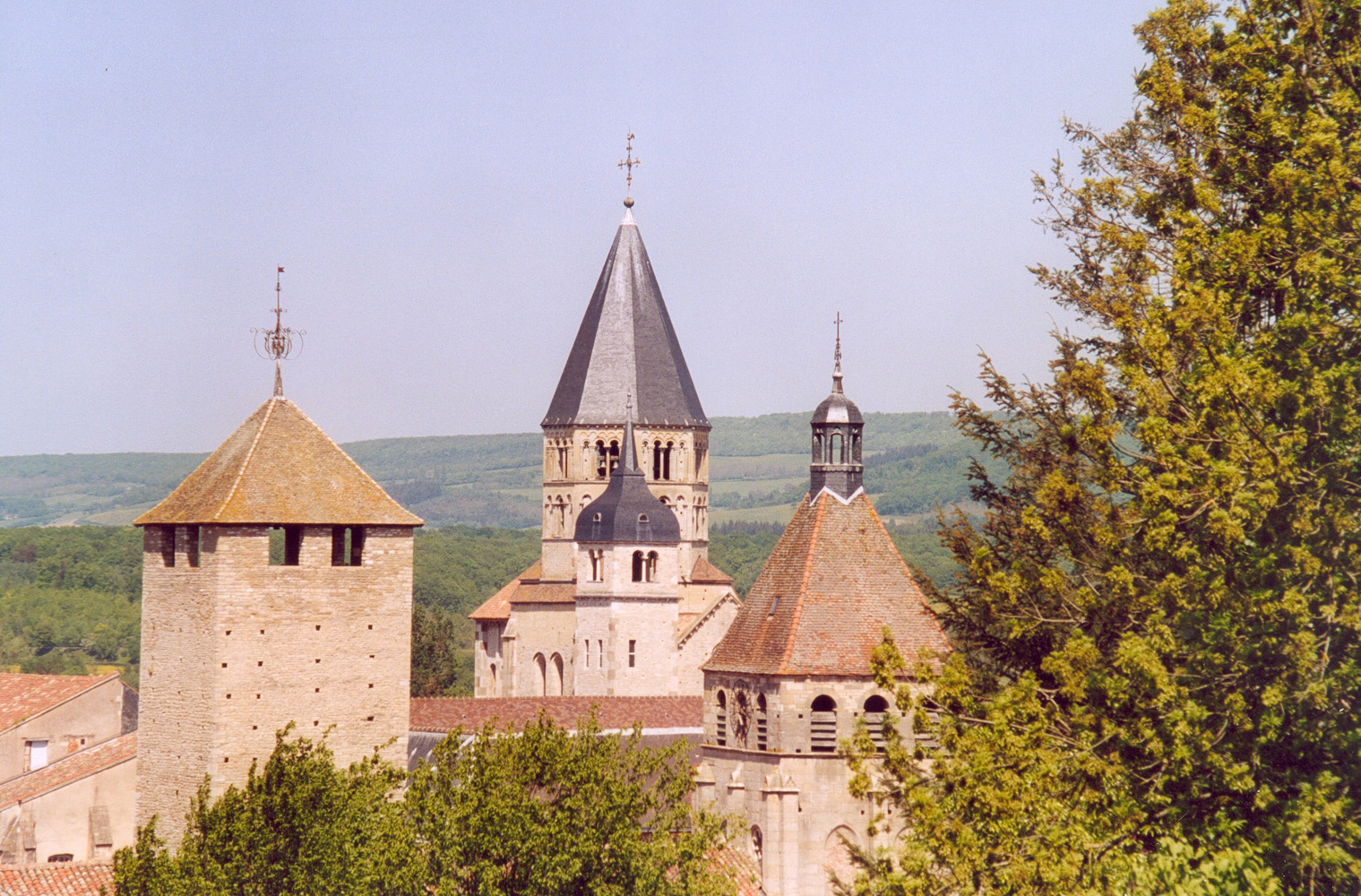
Abadia de São Pedro e São Paulo da Ordem de Cluny. Fundada em 910 pelo duque da Aquitânia e conde de Auvegne, Guilherm I

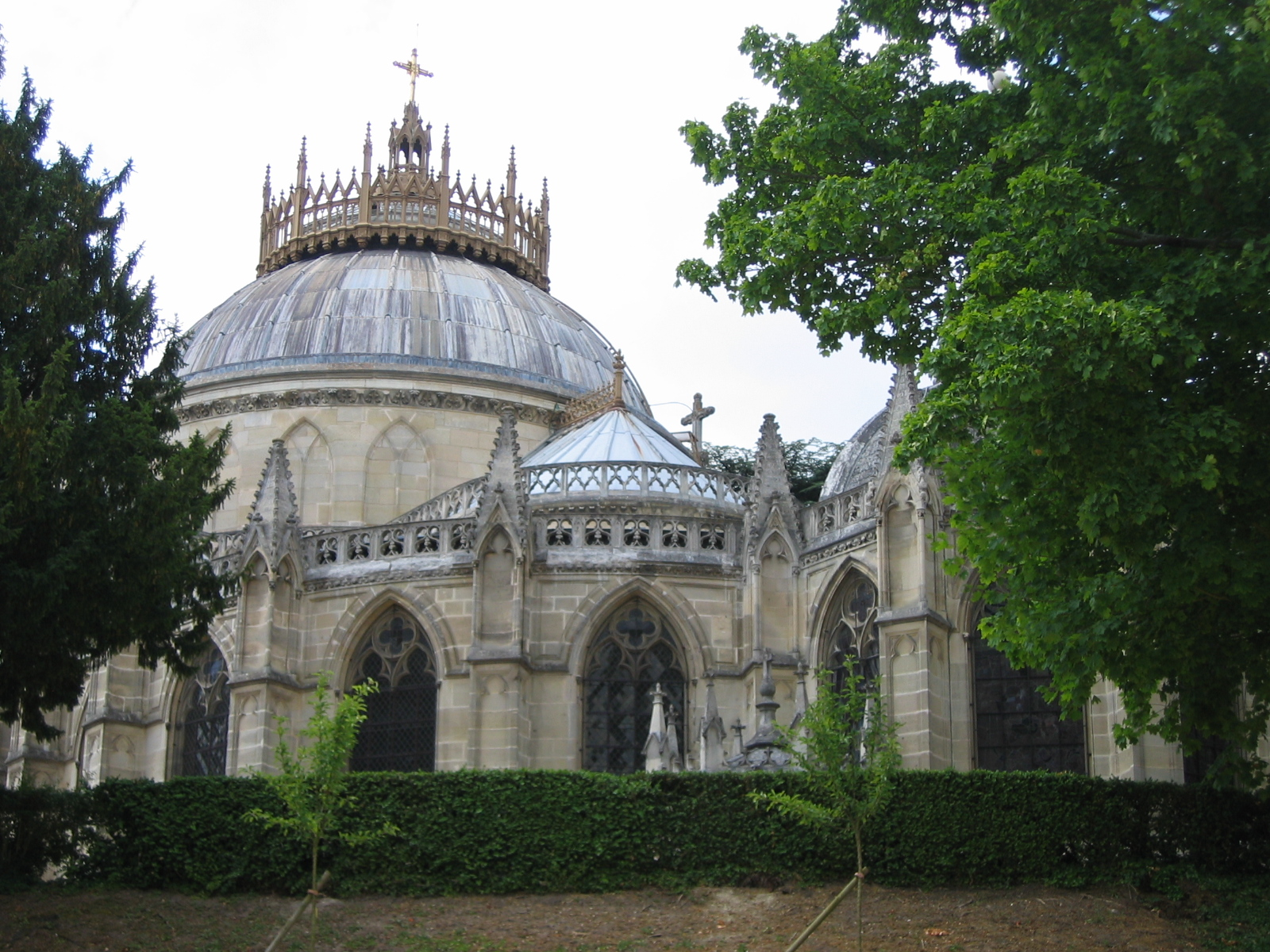
Capela Real de São Luís no Castelo de Dreux (Eure-et-Loir).

### Família de Limoges
No fim do primeiro milênio, os senhores de Limoges reforçaram sua autoridade sobre a cidade, que crescia consideravelmente e se desenvolvia, uma das caracterírticas mais fortes deste período era o culto à São Marçal. Os três grandes centros daquele período  - o castelo, o bispado e a abadia -, feitos dos descendentes de Foucher,
e foi sob esta  liderança que o culto ao santo padroeiro da cidade e sua hagiografia ganhou impulso. Então veio o milagre do "mal dos ardentes": em 12 de novembro de 994, quando uma terrível epidemia propagou-se pela região e abateu-se sobre a cidade, em meio às campanhas visigodas, quase dizimando toda a população local. As relíquias de São Marçal foram expostas  através de toda a vila e o mal cessou, essa foi a primeira ostentação conhecida das relíquias do padroeiro. O poder dos viscondes, aliado às autoridades religiosas, tornou-se mais forte.
Mas ao fim do século XI, o visconde Ademar II de Limoges (1048-1090), doou, em troca de uma grande soma, a abadia de São Marçal à Ordem de Cluny, os Cluniacenses, apesar da oposição dos monges. Este evento marcou o início de uma rivalidade entre a cidade e o castelo, que levou ao incêndio de Limoges, comandado pelo visconde Ademar III de Limoges (1090-1139),  em 1105. Os bispos conseguem então um ganho de causa e o visconde foi condenado a reconstruir a vila.
Os descendentes de Foucher de Limoges, reinaram sobre os seus feudos até a morte do visconde Ademar III, em 1139, que não deixou herdeiros masculinos.

#### Família de Comborn
Com a morte de Ademar III, em 1139, sem herdeiros masculinos, o viscondado retorna às mãos da Família de Comborn, através do  casamento de Guido IV de Comborn, visconde de Comborn, filho de Arquibaldo IV. Guido casou-se com Brunissenda, filha de Ademar III de Limoges. Seus descendentes retomam o nome de Limoges.

#### Família deDreux-Bretanha

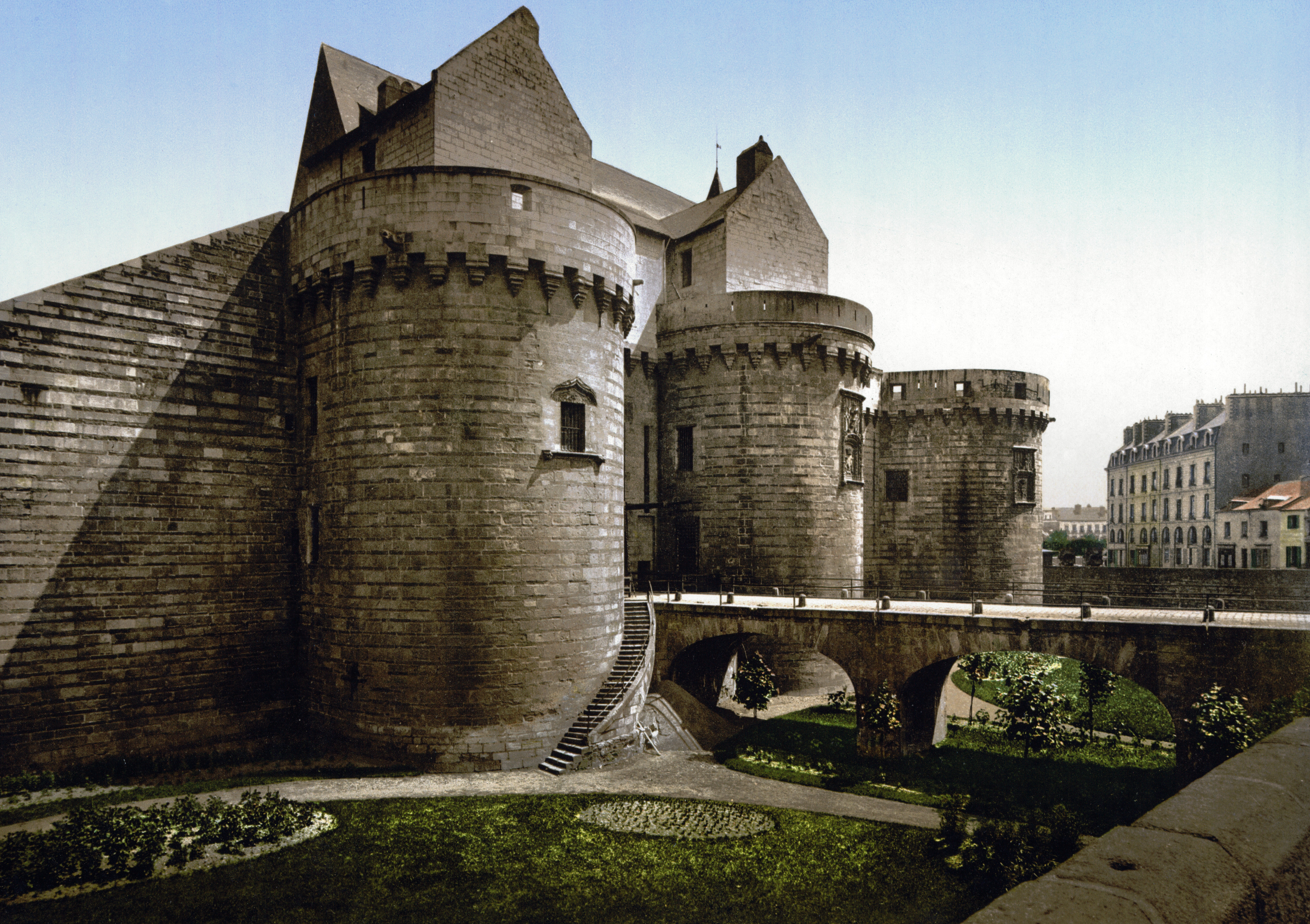
O castelo dos duques da Bretanha - A partir de 1207, Guido de Thouars, viúvo de Constança, Duquesa da Bretanha, construiu o primeiro castelo chamado "A Torre Nova". O castelo depois foi ampliado por Pedro Mauclerc e seu filho João, duque da Bretanha. Posteriormente João IV da Bretanha concluiu os trabahos de ampliação.

O viscondado de Limoges, pouco tempo depois, em 1290,  passará  Casa de Dreux-Bretanha, através do casamento da viscondessa de Limoges Maria de Comborn (m.1291), filha de Guido VI de Comborn com Artur II da Bretanha (1262-†1312), conde de Richmond, depois duque da Bretanha e conde de Penthièvre (1305-1312); depois o viscondado de Limoges passará à Casa de Blois-Châtillon, através do casamento, em 4 de junho de 1337, da viscondessa de Limoges Joana de Penthièvre (1331-1384), filha de Guido VII de Penthièvre com Carlos de Blois; a seguir passará às mãos da Casa de Albret, pelo casamento de Francisca de Châtillon (1456-1481), filha de Guilherme de Châtillon, viscondessa de Limoges com Alain de Albret (1440-†1522); depois de uma breve passagem pela Casa de Bourbon (1572-1607), o viscondado de Limoges foi anexado à coroa Francesa, ao domínio real no momento de ascensão ao trono francês de Henrique III, rei de Navarra e  rei de França 1589; o viscondado foi desmembrado e tornou-se somente um apanágio para os descendentes consanguíneos da Casa de Limoges.

## Ramificações da Casa de Limoges

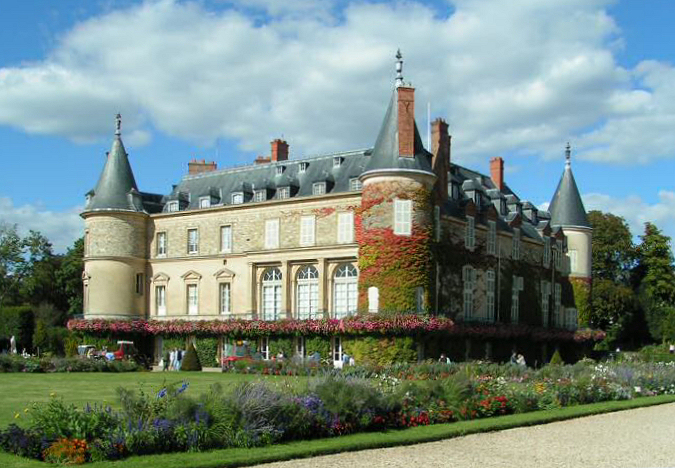
O Castelo de Rambouillet, pertencente aos duques de Penthièvre

A Família de Limoges se perpetuou até os dias de hoje através de suas várias ramificaçãos menores, em particular a da Casa de Rochechouart.

### Ramificação dos viscondes de Comborn
Esta Ramificação começou com
- Arquibaldo (910-959), senhor de Comborn, filho de Foucher de Limoges e de Diana de Chanac, casou-se em 933 com Idearda de Ségur, com que teve dois filhos: Arquibaldo de Comborn e Bernardo de Bré
- Arquibaldo Comborn, cognominado o Perna rota, (934-996).

Esta Ramificação tornou-se a primeira ramificação dos viscondes de Limoges, em 1139.

### Ramificação dos viscondes de Turenne
Esta Ramificação começou com :

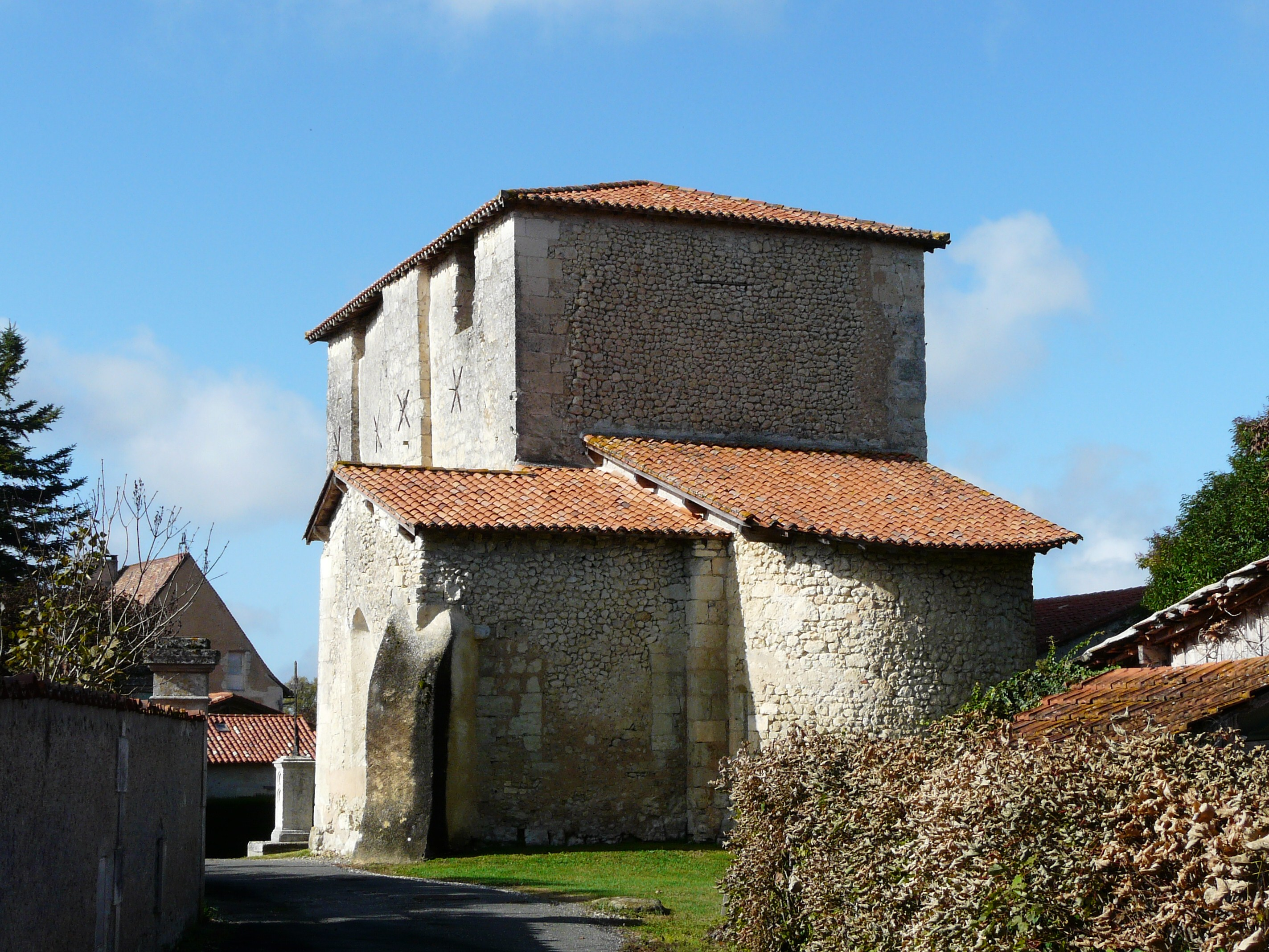
A Igreja de São Marçal, em Ribérac.

- Ebles de Comborn (953-1030), visconde de Comborn e de Turenne, casou-se à Beatriz da Normandia, com quem teve dois filhos:
  - Arquibaldo III, visconde de Comborn,
  - Guilherme I de Turenne, que casou-se Matilde com que teve um filho: Bosão de Turenne, que o sucedeu à sua morte em 1037.
- Bosão I de Turenne, visconde de Turenne, casado com Gerberga de Terrasson, com quem teve inúmeros filhos: Raimundo de Turenne, Alpaïde, Matilde, Estefânia e Arquibaldo.
- Raimundo I de Turenne, visconde de Turenne

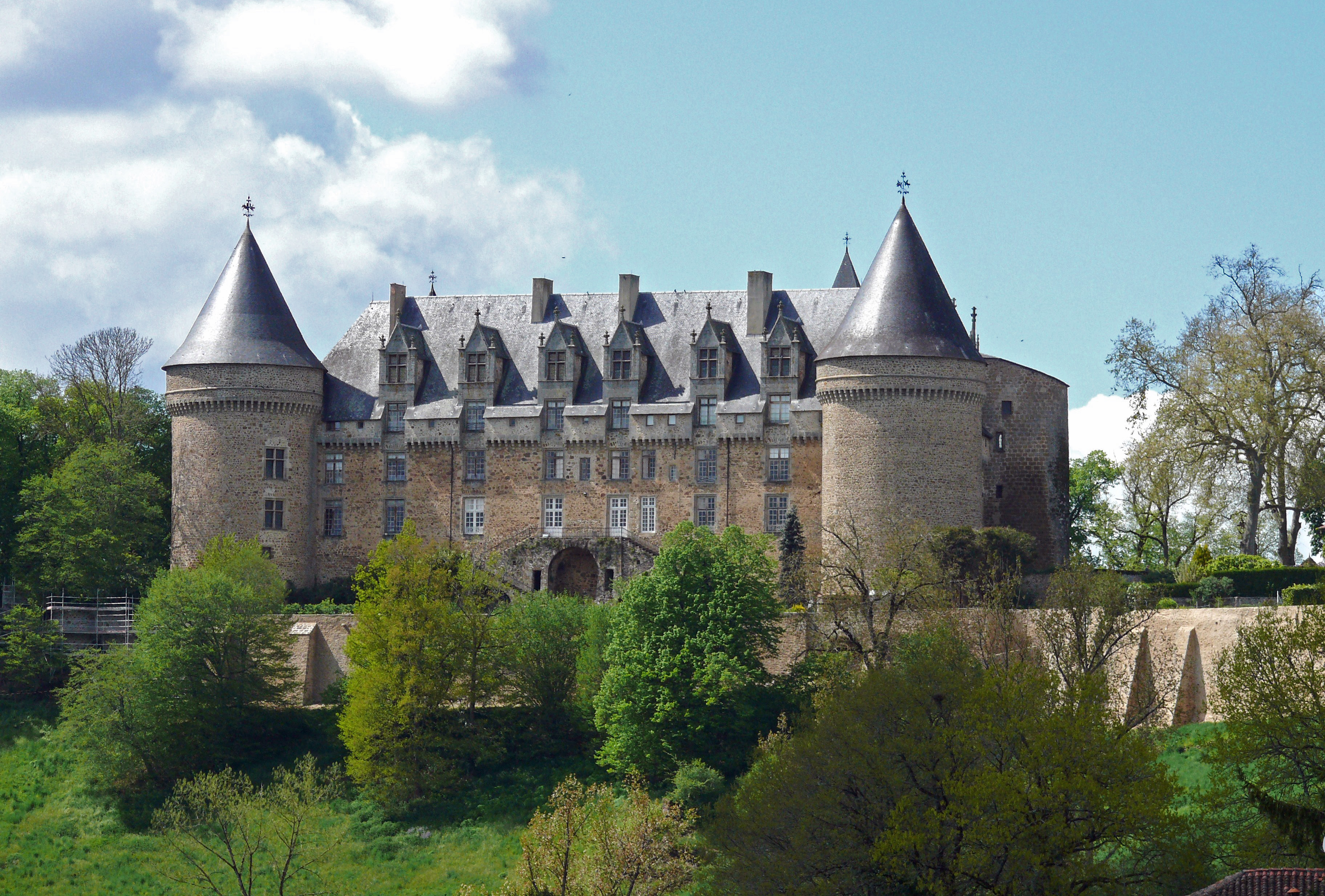
O Castelo de Rochechouart

#### Ramo dos viscondes deRibérac
Este Ramo começou com Arquibaldo de Turenne, senhor de Ribérac, que foi filho de Bosão, visconde de Turenne e de Gerberga de Terrasson. Este Ramo se extinguiu após algumas gerações.

#### Ramo dos senhores deAynac
O casteloEste Ramo começou com :

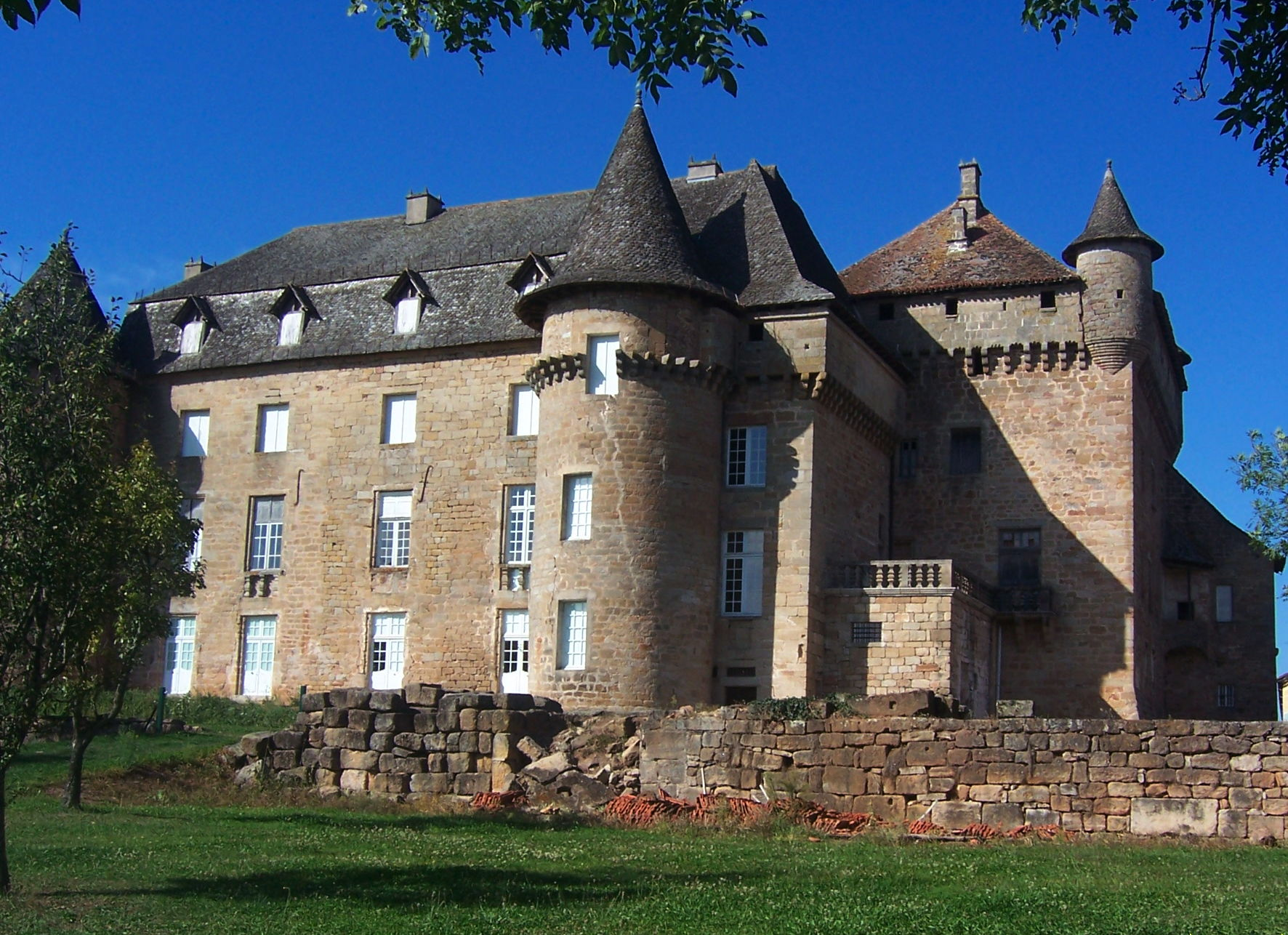
A fachada da elevação sul do Castelo de Castelo Lacapelle Marival (Aynac).

- Guilherme de Turenne, senhor de Aynac, filho de Bosão, visconde de Turenne, a pour filho Faydit, petit-fils Pedro e arrière petit-fils Hugo, senhor de Saint-Genest.
- Pedro de Turenne, filho de Hugo de Saint-Genest, senhor de Saint-Genest, casou-se com Isaura de Aynac, senhora de Aynac que deu-lhe pelo menos um filho:
- Arquibaldo de Turenne de Aynac, casou-se com Aiglina de Thémines, filha de Gisberto, senhor de Thémines e de Beltrana de Castelnau. Este Ramo se extinguiu.[6]

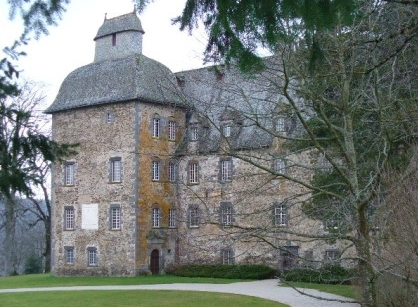
Castelo de Conros (Arpajon), propriedade de Astórgio de Aurilac, cuja filha Branca de Orlhac, casou-se em 1431, com o senhor de Aynac, da Casa de Limoges.

O Ramo que subsiste ainda hoje é uma outra ramificação natural e acredita-se que tenha tido seu começo com:
- Raimundo ou Astórgio (1399 -), filho legítimo de Raimundo Rogério, visconde de Turenne (1351 -) e de Clara Simone; casou-se em 1431 com Branca de Orlhac, filha de Astórgio de Aurilac, senhor do Castelo de Conros Château de Conrose de Branca de Thémines.[7]

### Ramificação dos viscondes de Ventadour
Esta Ramificação começou com:
- Arquibaldo III, visconde de Ventadour, filho de Arquibaldo II de Comborn e de Rotburga de Rochechouart, morto em 1086.
- seu filho, Ebles I, visconde de Ventadour, casou-se (provavelmente) com Maria de Limoges, morte em 1092.

#### Ramo dos senhores de Ussel
Esta Ramificação começou com :
- Guilherme de Ussel, co-senhor de Ussel e senhor de Charlus, filho de Ebles III de Ventadour e de Ágnes de Montluçon, casou-se com uma Joana que lhe deu quatro filhos: Ebles, Hélio, Guido e Pedro. Il teste em 1157.
- Hélio de Ussel, senhor de Ussel.

Esta Ramificação é existente ainda hoje. Veja: Casa de Ussel.

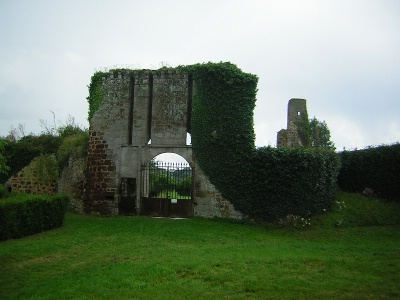
As ruínas do castelo de Brosse. Construído no séc X pelo Visconde de Limoges, Geraldo (943-988), casado com Rotilda de Brosse. Esta fortaleza pertenceu aos senhores de Brosse, Chauvigny e à Família de Bourbon-Montpensier. O castelo foi queimado pelos ingleses durante a Guerra dos Cem Anos

### Ramificação dos viscondes deRochechouart
- Américo de Limoges, quarto filho do visconde Geraldo de Rochechouart, casou-se em 980 com Eva Talleifer, filha de Guilherme II Taillefer, conde de Angoulême. Ele recebeu as terras de Rochechouart e tornou-se senhor de Rochechouart.
- Américo II de Rochechouart, seu filho, sucedeu-o à sua morte em 1036.

Esta Ramificação subsiste ainda hoje. Em 1661, Luís XIV autorizou o conde Francisco de Rochechouart a utilizar as armas e os títulos dos condes Limoges.
Predefinição:Article connexe

#### Ramo dos duques deMortemart
Esta Ramificação começou com:
- Guilherme de Mortemart, senhor de Mortemart, filho de Américo VIII de Rochechouart e de Margarida de Limoges. Morto em 1272. Seus descendentes receberam o título e duques de Mortemart e Príncipe de Tonnay-Charente.

Esta Ramificação subsiste ainda hoje.

### Ramificação dos viscondes de Brosse
Esta Ramificação começou com :
Geraldo de Argenton, filho de Geraldo de Limoges e Rotilda de Brosse.
Este ramo é subsistente ainda hoje e é conhecido com os nomes de Brosse ou Broche

## Genealogia simplificada da Casa de Limoges
|                                                                     |                                                                     |                                                                     |                                                                     |                                                                     |                                                                     |                                                  |                                                  |                                                  |                                                  |                                                  |                                                  |                                                                   |                                                                  |                                                                  |                                                                  |                                                                  |                                                                  |                                                   |                                                   |                                   |                                   | Foucher de Limoges (†886) Visconde de Limoges |                                   |                                                     |                                                     |                                                                |                                                                |                                                                |                                                                |                                                                |                                                                |  |  |                                     |                                     |                                             |                                             |                                             |                                             |                                               |                                               |                                               |                                               |                                               |                                               |                                                    |                                                    |                                                    |                                                    |                                                    |                                                    |  |  |                                               |                                               |                                               |                                               |                                               |                                               |  |  |  |  |  |  |  |  |  |  |  |  |  |  |  |  |  |  |  |  |  |  |  |  |  |  |  |  |  |  |  |  |  |  |  |  |
|                                                                     |                                                                     |                                                                     |                                                                     |                                                                     |                                                                     |                                                  |                                                  |                                                  |                                                  |                                                  |                                                  |                                                                   |                                                                  |                                                                  |                                                                  |                                                                  |                                                                  |                                                   |                                                   |                                   |                                   |                                               |                                   |                                                     |                                                     |                                                                |                                                                |                                                                |                                                                |                                                                |                                                                |  |  |                                     |                                     |                                             |                                             |                                             |                                             |                                               |                                               |                                               |                                               |                                               |                                               |                                                    |                                                    |                                                    |                                                    |                                                    |                                                    |  |  |                                               |                                               |                                               |                                               |                                               |                                               |  |  |  |  |  |  |  |  |  |  |  |  |  |  |  |  |  |  |  |  |  |  |  |  |  |  |  |  |  |  |  |  |  |  |  |  |
|                                                                     |                                                                     |                                                                     |                                                                     |                                                                     |                                                                     |                                                  |                                                  |                                                  |                                                  |                                                  |                                                  |                                                                   |                                                                  |                                                                  |                                                                  |                                                                  |                                                                  |                                                   |                                                   |                                   |                                   |                                               |                                   |                                                     |                                                     |                                                                |                                                                |                                                                |                                                                |                                                                |                                                                |  |  |                                     |                                     |                                             |                                             |                                             |                                             |                                               |                                               |                                               |                                               |                                               |                                               |                                                    |                                                    |                                                    |                                                    |                                                    |                                                    |  |  |                                               |                                               |                                               |                                               |                                               |                                               |  |  |  |  |  |  |  |  |  |  |  |  |  |  |  |  |  |  |  |  |  |  |  |  |  |  |  |  |  |  |  |  |  |  |  |  |
|                                                                     |                                                                     |                                                                     |                                                                     |                                                                     |                                                                     |                                                  |                                                  |                                                  |                                                  |                                                  |                                                  |                                                                   |                                                                  | Hildeberto de Limoges († 914) Visconde de Limoges                | Hildeberto de Limoges († 914) Visconde de Limoges                | Hildeberto de Limoges († 914) Visconde de Limoges                | Hildeberto de Limoges († 914) Visconde de Limoges                | Hildeberto de Limoges († 914) Visconde de Limoges | Hildeberto de Limoges († 914) Visconde de Limoges |                                   |                                   |                                               |                                   |                                                     |                                                     |                                                                |                                                                |                                                                |                                                                |                                                                |                                                                |  |  |                                     |                                     |                                             |                                             |                                             |                                             |                                               |                                               |                                               |                                               |                                               |                                               | Ronaldo de Limoges Visconde de Aubusson            | Ronaldo de Limoges Visconde de Aubusson            | Ronaldo de Limoges Visconde de Aubusson            | Ronaldo de Limoges Visconde de Aubusson            | Ronaldo de Limoges Visconde de Aubusson            | Ronaldo de Limoges Visconde de Aubusson            |  |  | Arquibaldo de Limoges Visconde de Comborn     | Arquibaldo de Limoges Visconde de Comborn     | Arquibaldo de Limoges Visconde de Comborn     | Arquibaldo de Limoges Visconde de Comborn     | Arquibaldo de Limoges Visconde de Comborn     | Arquibaldo de Limoges Visconde de Comborn     |  |  |  |  |  |  |  |  |  |  |  |  |  |  |  |  |  |  |  |  |  |  |  |  |  |  |  |  |  |  |  |  |  |  |  |  |
|                                                                     |                                                                     |                                                                     |                                                                     |                                                                     |                                                                     |                                                  |                                                  |                                                  |                                                  |                                                  |                                                  |                                                                   |                                                                  | Hildeberto de Limoges († 914) Visconde de Limoges                | Hildeberto de Limoges († 914) Visconde de Limoges                | Hildeberto de Limoges († 914) Visconde de Limoges                | Hildeberto de Limoges († 914) Visconde de Limoges                | Hildeberto de Limoges († 914) Visconde de Limoges | Hildeberto de Limoges († 914) Visconde de Limoges |                                   |                                   |                                               |                                   |                                                     |                                                     |                                                                |                                                                |                                                                |                                                                |                                                                |                                                                |  |  |                                     |                                     |                                             |                                             |                                             |                                             |                                               |                                               |                                               |                                               |                                               |                                               | Ronaldo de Limoges Visconde de Aubusson            | Ronaldo de Limoges Visconde de Aubusson            | Ronaldo de Limoges Visconde de Aubusson            | Ronaldo de Limoges Visconde de Aubusson            | Ronaldo de Limoges Visconde de Aubusson            | Ronaldo de Limoges Visconde de Aubusson            |  |  | Arquibaldo de Limoges Visconde de Comborn     | Arquibaldo de Limoges Visconde de Comborn     | Arquibaldo de Limoges Visconde de Comborn     | Arquibaldo de Limoges Visconde de Comborn     | Arquibaldo de Limoges Visconde de Comborn     | Arquibaldo de Limoges Visconde de Comborn     |  |  |  |  |  |  |  |  |  |  |  |  |  |  |  |  |  |  |  |  |  |  |  |  |  |  |  |  |  |  |  |  |  |  |  |  |
|                                                                     |                                                                     |                                                                     |                                                                     |                                                                     |                                                                     |                                                  |                                                  |                                                  |                                                  |                                                  |                                                  |                                                                   |                                                                  |                                                                  |                                                                  |                                                                  |                                                                  |                                                   |                                                   |                                   |                                   |                                               |                                   |                                                     |                                                     |                                                                |                                                                |                                                                |                                                                |                                                                |                                                                |  |  |                                     |                                     |                                             |                                             |                                             |                                             |                                               |                                               |                                               |                                               |                                               |                                               |                                                    |                                                    |                                                    |                                                    |                                                    |                                                    |  |  |                                               |                                               |                                               |                                               |                                               |                                               |  |  |  |  |  |  |  |  |  |  |  |  |  |  |  |  |  |  |  |  |  |  |  |  |  |  |  |  |  |  |  |  |  |  |  |  |
|                                                                     |                                                                     |                                                                     |                                                                     |                                                                     |                                                                     | Hildegaro de Limoges († 943) Visconde de Limoges | Hildegaro de Limoges († 943) Visconde de Limoges | Hildegaro de Limoges († 943) Visconde de Limoges | Hildegaro de Limoges († 943) Visconde de Limoges | Hildegaro de Limoges († 943) Visconde de Limoges | Hildegaro de Limoges († 943) Visconde de Limoges |                                                                   |                                                                  |                                                                  |                                                                  |                                                                  |                                                                  |                                                   |                                                   |                                   |                                   |                                               |                                   |                                                     |                                                     |                                                                |                                                                |                                                                |                                                                |                                                                |                                                                |  |  |                                     |                                     |                                             |                                             |                                             |                                             | Hélio de Limoges Conde de La Marche           | Hélio de Limoges Conde de La Marche           | Hélio de Limoges Conde de La Marche           | Hélio de Limoges Conde de La Marche           | Hélio de Limoges Conde de La Marche           | Hélio de Limoges Conde de La Marche           |                                                    |                                                    |                                                    |                                                    |                                                    |                                                    |  |  |                                               |                                               |                                               |                                               |                                               |                                               |  |  |  |  |  |  |  |  |  |  |  |  |  |  |  |  |  |  |  |  |  |  |  |  |  |  |  |  |  |  |  |  |  |  |  |  |
|                                                                     |                                                                     |                                                                     |                                                                     |                                                                     |                                                                     | Hildegaro de Limoges († 943) Visconde de Limoges | Hildegaro de Limoges († 943) Visconde de Limoges | Hildegaro de Limoges († 943) Visconde de Limoges | Hildegaro de Limoges († 943) Visconde de Limoges | Hildegaro de Limoges († 943) Visconde de Limoges | Hildegaro de Limoges († 943) Visconde de Limoges |                                                                   |                                                                  |                                                                  |                                                                  |                                                                  |                                                                  |                                                   |                                                   |                                   |                                   |                                               |                                   |                                                     |                                                     |                                                                |                                                                |                                                                |                                                                |                                                                |                                                                |  |  |                                     |                                     |                                             |                                             |                                             |                                             | Hélio de Limoges Conde de La Marche           | Hélio de Limoges Conde de La Marche           | Hélio de Limoges Conde de La Marche           | Hélio de Limoges Conde de La Marche           | Hélio de Limoges Conde de La Marche           | Hélio de Limoges Conde de La Marche           |                                                    |                                                    |                                                    |                                                    |                                                    |                                                    |  |  |                                               |                                               |                                               |                                               |                                               |                                               |  |  |  |  |  |  |  |  |  |  |  |  |  |  |  |  |  |  |  |  |  |  |  |  |  |  |  |  |  |  |  |  |  |  |  |  |
|                                                                     |                                                                     |                                                                     |                                                                     |                                                                     |                                                                     | Geraldo de Limoges († 988) Visconde de Limoges   |                                                  |                                                  |                                                  |                                                  |                                                  |                                                                   |                                                                  |                                                                  |                                                                  |                                                                  |                                                                  |                                                   |                                                   |                                   |                                   |                                               |                                   |                                                     |                                                     |                                                                |                                                                |                                                                |                                                                |                                                                |                                                                |  |  |                                     |                                     |                                             |                                             |                                             |                                             |                                               |                                               |                                               |                                               |                                               |                                               |                                                    |                                                    |                                                    |                                                    |                                                    |                                                    |  |  |                                               |                                               |                                               |                                               |                                               |                                               |  |  |  |  |  |  |  |  |  |  |  |  |  |  |  |  |  |  |  |  |  |  |  |  |  |  |  |  |  |  |  |  |  |  |  |  |
|                                                                     |                                                                     |                                                                     |                                                                     |                                                                     |                                                                     |                                                  |                                                  |                                                  |                                                  |                                                  |                                                  |                                                                   |                                                                  |                                                                  |                                                                  |                                                                  |                                                                  |                                                   |                                                   |                                   |                                   |                                               |                                   |                                                     |                                                     |                                                                |                                                                |                                                                |                                                                |                                                                |                                                                |  |  |                                     |                                     |                                             |                                             |                                             |                                             |                                               |                                               |                                               |                                               |                                               |                                               |                                                    |                                                    |                                                    |                                                    |                                                    |                                                    |  |  |                                               |                                               |                                               |                                               |                                               |                                               |  |  |  |  |  |  |  |  |  |  |  |  |  |  |  |  |  |  |  |  |  |  |  |  |  |  |  |  |  |  |  |  |  |  |  |  |
|                                                                     |                                                                     |                                                                     |                                                                     |                                                                     |                                                                     |                                                  |                                                  |                                                  |                                                  |                                                  |                                                  |                                                                   |                                                                  |                                                                  |                                                                  |                                                                  |                                                                  |                                                   |                                                   |                                   |                                   |                                               |                                   |                                                     |                                                     |                                                                |                                                                |                                                                |                                                                |                                                                |                                                                |  |  |                                     |                                     |                                             |                                             |                                             |                                             |                                               |                                               |                                               |                                               |                                               |                                               |                                                    |                                                    |                                                    |                                                    |                                                    |                                                    |  |  |                                               |                                               |                                               |                                               |                                               |                                               |  |  |  |  |  |  |  |  |  |  |  |  |  |  |  |  |  |  |  |  |  |  |  |  |  |  |  |  |  |  |  |  |  |  |  |  |
| Guido I de Limoges († 1025) Visconde de Limoges                     | Guido I de Limoges († 1025) Visconde de Limoges                     | Guido I de Limoges († 1025) Visconde de Limoges                     | Guido I de Limoges († 1025) Visconde de Limoges                     | Guido I de Limoges († 1025) Visconde de Limoges                     | Guido I de Limoges († 1025) Visconde de Limoges                     |                                                  |                                                  |                                                  |                                                  | Hildegaro († 990) Bispo de Limoges               | Hildegaro († 990) Bispo de Limoges               | Hildegaro († 990) Bispo de Limoges                                | Hildegaro († 990) Bispo de Limoges                               | Hildegaro († 990) Bispo de Limoges                               | Hildegaro († 990) Bispo de Limoges                               |                                                                  |                                                                  | Alduino († 1014) Bispo de Limoges                 | Alduino († 1014) Bispo de Limoges                 | Alduino († 1014) Bispo de Limoges | Alduino († 1014) Bispo de Limoges | Alduino († 1014) Bispo de Limoges             | Alduino († 1014) Bispo de Limoges |                                                     |                                                     | Américo I de Rochechouart Ostofrancus Visconde de Rochechouart | Américo I de Rochechouart Ostofrancus Visconde de Rochechouart | Américo I de Rochechouart Ostofrancus Visconde de Rochechouart | Américo I de Rochechouart Ostofrancus Visconde de Rochechouart | Américo I de Rochechouart Ostofrancus Visconde de Rochechouart | Américo I de Rochechouart Ostofrancus Visconde de Rochechouart |  |  | Geraldo Senhor de Argenton          | Geraldo Senhor de Argenton          | Geraldo Senhor de Argenton                  | Geraldo Senhor de Argenton                  | Geraldo Senhor de Argenton                  | Geraldo Senhor de Argenton                  |                                               |                                               |                                               |                                               |                                               |                                               | Ramificação de Aubusson (éteinte au XIXème siècle) | Ramificação de Aubusson (éteinte au XIXème siècle) | Ramificação de Aubusson (éteinte au XIXème siècle) | Ramificação de Aubusson (éteinte au XIXème siècle) | Ramificação de Aubusson (éteinte au XIXème siècle) | Ramificação de Aubusson (éteinte au XIXème siècle) |  |  |                                               |                                               |                                               |                                               |                                               |                                               |  |  |  |  |  |  |  |  |  |  |  |  |  |  |  |  |  |  |  |  |  |  |  |  |  |  |  |  |  |  |  |  |  |  |  |  |
| Guido I de Limoges († 1025) Visconde de Limoges                     | Guido I de Limoges († 1025) Visconde de Limoges                     | Guido I de Limoges († 1025) Visconde de Limoges                     | Guido I de Limoges († 1025) Visconde de Limoges                     | Guido I de Limoges († 1025) Visconde de Limoges                     | Guido I de Limoges († 1025) Visconde de Limoges                     |                                                  |                                                  |                                                  |                                                  | Hildegaro († 990) Bispo de Limoges               | Hildegaro († 990) Bispo de Limoges               | Hildegaro († 990) Bispo de Limoges                                | Hildegaro († 990) Bispo de Limoges                               | Hildegaro († 990) Bispo de Limoges                               | Hildegaro († 990) Bispo de Limoges                               |                                                                  |                                                                  | Alduino († 1014) Bispo de Limoges                 | Alduino († 1014) Bispo de Limoges                 | Alduino († 1014) Bispo de Limoges | Alduino († 1014) Bispo de Limoges | Alduino († 1014) Bispo de Limoges             | Alduino († 1014) Bispo de Limoges |                                                     |                                                     | Américo I de Rochechouart Ostofrancus Visconde de Rochechouart | Américo I de Rochechouart Ostofrancus Visconde de Rochechouart | Américo I de Rochechouart Ostofrancus Visconde de Rochechouart | Américo I de Rochechouart Ostofrancus Visconde de Rochechouart | Américo I de Rochechouart Ostofrancus Visconde de Rochechouart | Américo I de Rochechouart Ostofrancus Visconde de Rochechouart |  |  | Geraldo Senhor de Argenton          | Geraldo Senhor de Argenton          | Geraldo Senhor de Argenton                  | Geraldo Senhor de Argenton                  | Geraldo Senhor de Argenton                  | Geraldo Senhor de Argenton                  |                                               |                                               |                                               |                                               |                                               |                                               | Ramificação de Aubusson (éteinte au XIXème siècle) | Ramificação de Aubusson (éteinte au XIXème siècle) | Ramificação de Aubusson (éteinte au XIXème siècle) | Ramificação de Aubusson (éteinte au XIXème siècle) | Ramificação de Aubusson (éteinte au XIXème siècle) | Ramificação de Aubusson (éteinte au XIXème siècle) |  |  |                                               |                                               |                                               |                                               |                                               |                                               |  |  |  |  |  |  |  |  |  |  |  |  |  |  |  |  |  |  |  |  |  |  |  |  |  |  |  |  |  |  |  |  |  |  |  |  |
|                                                                     |                                                                     |                                                                     |                                                                     |                                                                     |                                                                     |                                                  |                                                  |                                                  |                                                  |                                                  |                                                  |                                                                   |                                                                  |                                                                  |                                                                  |                                                                  |                                                                  |                                                   |                                                   |                                   |                                   |                                               |                                   |                                                     |                                                     |                                                                |                                                                |                                                                |                                                                |                                                                |                                                                |  |  |                                     |                                     |                                             |                                             |                                             |                                             |                                               |                                               |                                               |                                               |                                               |                                               |                                                    |                                                    |                                                    |                                                    |                                                    |                                                    |  |  |                                               |                                               |                                               |                                               |                                               |                                               |  |  |  |  |  |  |  |  |  |  |  |  |  |  |  |  |  |  |  |  |  |  |  |  |  |  |  |  |  |  |  |  |  |  |  |  |
| Ademar I de Limoges († 1025) Visconde de Limoges                    | Ademar I de Limoges († 1025) Visconde de Limoges                    | Ademar I de Limoges († 1025) Visconde de Limoges                    | Ademar I de Limoges († 1025) Visconde de Limoges                    | Ademar I de Limoges († 1025) Visconde de Limoges                    | Ademar I de Limoges († 1025) Visconde de Limoges                    |                                                  |                                                  |                                                  |                                                  |                                                  |                                                  | Américo II de Rochechouart Visconde de Rochechouart               | Américo II de Rochechouart Visconde de Rochechouart              | Américo II de Rochechouart Visconde de Rochechouart              | Américo II de Rochechouart Visconde de Rochechouart              | Américo II de Rochechouart Visconde de Rochechouart              | Américo II de Rochechouart Visconde de Rochechouart              |                                                   |                                                   |                                   |                                   |                                               |                                   |                                                     |                                                     |                                                                |                                                                |                                                                |                                                                |                                                                |                                                                |  |  |                                     |                                     |                                             |                                             |                                             |                                             | Ramificação de La Marche (extinta no séc XIV) | Ramificação de La Marche (extinta no séc XIV) | Ramificação de La Marche (extinta no séc XIV) | Ramificação de La Marche (extinta no séc XIV) | Ramificação de La Marche (extinta no séc XIV) | Ramificação de La Marche (extinta no séc XIV) |                                                    |                                                    |                                                    |                                                    |                                                    |                                                    |  |  |                                               |                                               |                                               |                                               |                                               |                                               |  |  |  |  |  |  |  |  |  |  |  |  |  |  |  |  |  |  |  |  |  |  |  |  |  |  |  |  |  |  |  |  |  |  |  |  |
| Ademar I de Limoges († 1025) Visconde de Limoges                    | Ademar I de Limoges († 1025) Visconde de Limoges                    | Ademar I de Limoges († 1025) Visconde de Limoges                    | Ademar I de Limoges († 1025) Visconde de Limoges                    | Ademar I de Limoges († 1025) Visconde de Limoges                    | Ademar I de Limoges († 1025) Visconde de Limoges                    |                                                  |                                                  |                                                  |                                                  |                                                  |                                                  | Américo II de Rochechouart Visconde de Rochechouart               | Américo II de Rochechouart Visconde de Rochechouart              | Américo II de Rochechouart Visconde de Rochechouart              | Américo II de Rochechouart Visconde de Rochechouart              | Américo II de Rochechouart Visconde de Rochechouart              | Américo II de Rochechouart Visconde de Rochechouart              |                                                   |                                                   |                                   |                                   |                                               |                                   |                                                     |                                                     |                                                                |                                                                |                                                                |                                                                |                                                                |                                                                |  |  |                                     |                                     |                                             |                                             |                                             |                                             | Ramificação de La Marche (extinta no séc XIV) | Ramificação de La Marche (extinta no séc XIV) | Ramificação de La Marche (extinta no séc XIV) | Ramificação de La Marche (extinta no séc XIV) | Ramificação de La Marche (extinta no séc XIV) | Ramificação de La Marche (extinta no séc XIV) |                                                    |                                                    |                                                    |                                                    |                                                    |                                                    |  |  |                                               |                                               |                                               |                                               |                                               |                                               |  |  |  |  |  |  |  |  |  |  |  |  |  |  |  |  |  |  |  |  |  |  |  |  |  |  |  |  |  |  |  |  |  |  |  |  |
| Guido II de Limoges († 1067) Visconde de Limoges                    | Guido II de Limoges († 1067) Visconde de Limoges                    | Guido II de Limoges († 1067) Visconde de Limoges                    | Guido II de Limoges († 1067) Visconde de Limoges                    | Guido II de Limoges († 1067) Visconde de Limoges                    | Guido II de Limoges († 1067) Visconde de Limoges                    |                                                  |                                                  |                                                  |                                                  |                                                  |                                                  | Américo III de Rochechouart Visconde de Rochechouart              | Américo III de Rochechouart Visconde de Rochechouart             | Américo III de Rochechouart Visconde de Rochechouart             | Américo III de Rochechouart Visconde de Rochechouart             | Américo III de Rochechouart Visconde de Rochechouart             | Américo III de Rochechouart Visconde de Rochechouart             |                                                   |                                                   |                                   |                                   |                                               |                                   |                                                     |                                                     |                                                                |                                                                |                                                                |                                                                |                                                                |                                                                |  |  | Ramificação de Brosse (subsistante) | Ramificação de Brosse (subsistante) | Ramificação de Brosse (subsistante)         | Ramificação de Brosse (subsistante)         | Ramificação de Brosse (subsistante)         | Ramificação de Brosse (subsistante)         |                                               |                                               |                                               |                                               |                                               |                                               |                                                    |                                                    |                                                    |                                                    |                                                    |                                                    |  |  |                                               |                                               |                                               |                                               |                                               |                                               |  |  |  |  |  |  |  |  |  |  |  |  |  |  |  |  |  |  |  |  |  |  |  |  |  |  |  |  |  |  |  |  |  |  |  |  |
| Guido II de Limoges († 1067) Visconde de Limoges                    | Guido II de Limoges († 1067) Visconde de Limoges                    | Guido II de Limoges († 1067) Visconde de Limoges                    | Guido II de Limoges († 1067) Visconde de Limoges                    | Guido II de Limoges († 1067) Visconde de Limoges                    | Guido II de Limoges († 1067) Visconde de Limoges                    |                                                  |                                                  |                                                  |                                                  |                                                  |                                                  | Américo III de Rochechouart Visconde de Rochechouart              | Américo III de Rochechouart Visconde de Rochechouart             | Américo III de Rochechouart Visconde de Rochechouart             | Américo III de Rochechouart Visconde de Rochechouart             | Américo III de Rochechouart Visconde de Rochechouart             | Américo III de Rochechouart Visconde de Rochechouart             |                                                   |                                                   |                                   |                                   |                                               |                                   |                                                     |                                                     |                                                                |                                                                |                                                                |                                                                |                                                                |                                                                |  |  | Ramificação de Brosse (subsistante) | Ramificação de Brosse (subsistante) | Ramificação de Brosse (subsistante)         | Ramificação de Brosse (subsistante)         | Ramificação de Brosse (subsistante)         | Ramificação de Brosse (subsistante)         |                                               |                                               |                                               |                                               |                                               |                                               |                                                    |                                                    |                                                    |                                                    |                                                    |                                                    |  |  |                                               |                                               |                                               |                                               |                                               |                                               |  |  |  |  |  |  |  |  |  |  |  |  |  |  |  |  |  |  |  |  |  |  |  |  |  |  |  |  |  |  |  |  |  |  |  |  |
| Ademar II de Limoges († 1090) Visconde de Limoges                   | Ademar II de Limoges († 1090) Visconde de Limoges                   | Ademar II de Limoges († 1090) Visconde de Limoges                   | Ademar II de Limoges († 1090) Visconde de Limoges                   | Ademar II de Limoges († 1090) Visconde de Limoges                   | Ademar II de Limoges († 1090) Visconde de Limoges                   |                                                  |                                                  |                                                  |                                                  |                                                  |                                                  | Américo IV de Rochechouart Visconde de Rochechouart               | Américo IV de Rochechouart Visconde de Rochechouart              | Américo IV de Rochechouart Visconde de Rochechouart              | Américo IV de Rochechouart Visconde de Rochechouart              | Américo IV de Rochechouart Visconde de Rochechouart              | Américo IV de Rochechouart Visconde de Rochechouart              |                                                   |                                                   |                                   |                                   |                                               |                                   |                                                     |                                                     |                                                                |                                                                |                                                                |                                                                |                                                                |                                                                |  |  |                                     |                                     |                                             |                                             |                                             |                                             |                                               |                                               |                                               |                                               |                                               |                                               |                                                    |                                                    |                                                    |                                                    |                                                    |                                                    |  |  |                                               |                                               |                                               |                                               |                                               |                                               |  |  |  |  |  |  |  |  |  |  |  |  |  |  |  |  |  |  |  |  |  |  |  |  |  |  |  |  |  |  |  |  |  |  |  |  |
| Ademar II de Limoges († 1090) Visconde de Limoges                   | Ademar II de Limoges († 1090) Visconde de Limoges                   | Ademar II de Limoges († 1090) Visconde de Limoges                   | Ademar II de Limoges († 1090) Visconde de Limoges                   | Ademar II de Limoges († 1090) Visconde de Limoges                   | Ademar II de Limoges († 1090) Visconde de Limoges                   |                                                  |                                                  |                                                  |                                                  |                                                  |                                                  | Américo IV de Rochechouart Visconde de Rochechouart               | Américo IV de Rochechouart Visconde de Rochechouart              | Américo IV de Rochechouart Visconde de Rochechouart              | Américo IV de Rochechouart Visconde de Rochechouart              | Américo IV de Rochechouart Visconde de Rochechouart              | Américo IV de Rochechouart Visconde de Rochechouart              |                                                   |                                                   |                                   |                                   |                                               |                                   |                                                     |                                                     |                                                                |                                                                |                                                                |                                                                |                                                                |                                                                |  |  |                                     |                                     |                                             |                                             |                                             |                                             |                                               |                                               |                                               |                                               |                                               |                                               |                                                    |                                                    |                                                    |                                                    |                                                    |                                                    |  |  |                                               |                                               |                                               |                                               |                                               |                                               |  |  |  |  |  |  |  |  |  |  |  |  |  |  |  |  |  |  |  |  |  |  |  |  |  |  |  |  |  |  |  |  |  |  |  |  |
| Ademar III de Limoges († 1139) Visconde de Limoges Sans héritI mâle | Ademar III de Limoges († 1139) Visconde de Limoges Sans héritI mâle | Ademar III de Limoges († 1139) Visconde de Limoges Sans héritI mâle | Ademar III de Limoges († 1139) Visconde de Limoges Sans héritI mâle | Ademar III de Limoges († 1139) Visconde de Limoges Sans héritI mâle | Ademar III de Limoges († 1139) Visconde de Limoges Sans héritI mâle |                                                  |                                                  |                                                  |                                                  |                                                  |                                                  | Américo V de Rochechouart († 1170) Visconde de Rochechouart       | Américo V de Rochechouart († 1170) Visconde de Rochechouart      | Américo V de Rochechouart († 1170) Visconde de Rochechouart      | Américo V de Rochechouart († 1170) Visconde de Rochechouart      | Américo V de Rochechouart († 1170) Visconde de Rochechouart      | Américo V de Rochechouart († 1170) Visconde de Rochechouart      |                                                   |                                                   |                                   |                                   |                                               |                                   |                                                     |                                                     |                                                                |                                                                |                                                                |                                                                |                                                                |                                                                |  |  |                                     |                                     |                                             |                                             |                                             |                                             |                                               |                                               |                                               |                                               |                                               |                                               |                                                    |                                                    |                                                    |                                                    |                                                    |                                                    |  |  |                                               |                                               |                                               |                                               |                                               |                                               |  |  |  |  |  |  |  |  |  |  |  |  |  |  |  |  |  |  |  |  |  |  |  |  |  |  |  |  |  |  |  |  |  |  |  |  |
| Ademar III de Limoges († 1139) Visconde de Limoges Sans héritI mâle | Ademar III de Limoges († 1139) Visconde de Limoges Sans héritI mâle | Ademar III de Limoges († 1139) Visconde de Limoges Sans héritI mâle | Ademar III de Limoges († 1139) Visconde de Limoges Sans héritI mâle | Ademar III de Limoges († 1139) Visconde de Limoges Sans héritI mâle | Ademar III de Limoges († 1139) Visconde de Limoges Sans héritI mâle |                                                  |                                                  |                                                  |                                                  |                                                  |                                                  | Américo V de Rochechouart († 1170) Visconde de Rochechouart       | Américo V de Rochechouart († 1170) Visconde de Rochechouart      | Américo V de Rochechouart († 1170) Visconde de Rochechouart      | Américo V de Rochechouart († 1170) Visconde de Rochechouart      | Américo V de Rochechouart († 1170) Visconde de Rochechouart      | Américo V de Rochechouart († 1170) Visconde de Rochechouart      |                                                   |                                                   |                                   |                                   |                                               |                                   |                                                     |                                                     |                                                                |                                                                |                                                                |                                                                |                                                                |                                                                |  |  |                                     |                                     |                                             |                                             |                                             |                                             |                                               |                                               |                                               |                                               |                                               |                                               |                                                    |                                                    |                                                    |                                                    |                                                    |                                                    |  |  |                                               |                                               |                                               |                                               |                                               |                                               |  |  |  |  |  |  |  |  |  |  |  |  |  |  |  |  |  |  |  |  |  |  |  |  |  |  |  |  |  |  |  |  |  |  |  |  |
| Brunissenda de Limoges herdeira do Viscondado de Limoges            | Brunissenda de Limoges herdeira do Viscondado de Limoges            | Brunissenda de Limoges herdeira do Viscondado de Limoges            | Brunissenda de Limoges herdeira do Viscondado de Limoges            | Brunissenda de Limoges herdeira do Viscondado de Limoges            | Brunissenda de Limoges herdeira do Viscondado de Limoges            |                                                  |                                                  |                                                  |                                                  |                                                  |                                                  |                                                                   |                                                                  |                                                                  |                                                                  |                                                                  |                                                                  |                                                   |                                                   |                                   |                                   |                                               |                                   |                                                     |                                                     |                                                                |                                                                |                                                                |                                                                |                                                                |                                                                |  |  |                                     |                                     |                                             |                                             |                                             |                                             |                                               |                                               |                                               |                                               |                                               |                                               |                                                    |                                                    |                                                    |                                                    |                                                    |                                                    |  |  | Guido de Comborn († 1148) Visconde de Comborn | Guido de Comborn († 1148) Visconde de Comborn | Guido de Comborn († 1148) Visconde de Comborn | Guido de Comborn († 1148) Visconde de Comborn | Guido de Comborn († 1148) Visconde de Comborn | Guido de Comborn († 1148) Visconde de Comborn |  |  |  |  |  |  |  |  |  |  |  |  |  |  |  |  |  |  |  |  |  |  |  |  |  |  |  |  |  |  |  |  |  |  |  |  |
| Brunissenda de Limoges herdeira do Viscondado de Limoges            | Brunissenda de Limoges herdeira do Viscondado de Limoges            | Brunissenda de Limoges herdeira do Viscondado de Limoges            | Brunissenda de Limoges herdeira do Viscondado de Limoges            | Brunissenda de Limoges herdeira do Viscondado de Limoges            | Brunissenda de Limoges herdeira do Viscondado de Limoges            |                                                  |                                                  |                                                  |                                                  |                                                  |                                                  |                                                                   |                                                                  |                                                                  |                                                                  |                                                                  |                                                                  |                                                   |                                                   |                                   |                                   |                                               |                                   |                                                     |                                                     |                                                                |                                                                |                                                                |                                                                |                                                                |                                                                |  |  |                                     |                                     |                                             |                                             |                                             |                                             |                                               |                                               |                                               |                                               |                                               |                                               |                                                    |                                                    |                                                    |                                                    |                                                    |                                                    |  |  | Guido de Comborn († 1148) Visconde de Comborn | Guido de Comborn († 1148) Visconde de Comborn | Guido de Comborn († 1148) Visconde de Comborn | Guido de Comborn († 1148) Visconde de Comborn | Guido de Comborn († 1148) Visconde de Comborn | Guido de Comborn († 1148) Visconde de Comborn |  |  |  |  |  |  |  |  |  |  |  |  |  |  |  |  |  |  |  |  |  |  |  |  |  |  |  |  |  |  |  |  |  |  |  |  |
|                                                                     |                                                                     |                                                                     |                                                                     |                                                                     |                                                                     |                                                  |                                                  |                                                  |                                                  |                                                  |                                                  |                                                                   |                                                                  |                                                                  |                                                                  |                                                                  |                                                                  |                                                   |                                                   |                                   |                                   |                                               |                                   |                                                     |                                                     |                                                                |                                                                |                                                                |                                                                |                                                                |                                                                |  |  |                                     |                                     |                                             |                                             |                                             |                                             |                                               |                                               |                                               |                                               |                                               |                                               |                                                    |                                                    |                                                    |                                                    |                                                    |                                                    |  |  |                                               |                                               |                                               |                                               |                                               |                                               |  |  |  |  |  |  |  |  |  |  |  |  |  |  |  |  |  |  |  |  |  |  |  |  |  |  |  |  |  |  |  |  |  |  |  |  |
|                                                                     |                                                                     |                                                                     |                                                                     |                                                                     |                                                                     |                                                  |                                                  |                                                  |                                                  |                                                  |                                                  | Américo VI de Rochechouart († 1230) Visconde de Rochechouart      |                                                                  |                                                                  |                                                                  |                                                                  |                                                                  |                                                   |                                                   |                                   |                                   |                                               |                                   |                                                     |                                                     |                                                                |                                                                |                                                                |                                                                |                                                                |                                                                |  |  |                                     |                                     |                                             |                                             |                                             |                                             |                                               |                                               |                                               |                                               |                                               |                                               |                                                    |                                                    |                                                    |                                                    |                                                    |                                                    |  |  |                                               |                                               |                                               |                                               |                                               |                                               |  |  |  |  |  |  |  |  |  |  |  |  |  |  |  |  |  |  |  |  |  |  |  |  |  |  |  |  |  |  |  |  |  |  |  |  |
|                                                                     |                                                                     |                                                                     |                                                                     |                                                                     |                                                                     |                                                  |                                                  |                                                  |                                                  |                                                  |                                                  |                                                                   |                                                                  |                                                                  |                                                                  |                                                                  |                                                                  |                                                   |                                                   |                                   |                                   |                                               |                                   |                                                     |                                                     |                                                                |                                                                |                                                                |                                                                |                                                                |                                                                |  |  |                                     |                                     |                                             |                                             |                                             |                                             |                                               |                                               |                                               |                                               |                                               |                                               |                                                    |                                                    |                                                    |                                                    |                                                    |                                                    |  |  |                                               |                                               |                                               |                                               |                                               |                                               |  |  |  |  |  |  |  |  |  |  |  |  |  |  |  |  |  |  |  |  |  |  |  |  |  |  |  |  |  |  |  |  |  |  |  |  |
|                                                                     |                                                                     |                                                                     |                                                                     |                                                                     |                                                                     |                                                  |                                                  |                                                  |                                                  |                                                  |                                                  | Américo VII de Rochechouart (1180-1243) Visconde de Rochechouart  | Américo VII de Rochechouart (1180-1243) Visconde de Rochechouart | Américo VII de Rochechouart (1180-1243) Visconde de Rochechouart | Américo VII de Rochechouart (1180-1243) Visconde de Rochechouart | Américo VII de Rochechouart (1180-1243) Visconde de Rochechouart | Américo VII de Rochechouart (1180-1243) Visconde de Rochechouart |                                                   |                                                   |                                   |                                   |                                               |                                   |                                                     |                                                     |                                                                |                                                                |                                                                |                                                                |                                                                |                                                                |  |  |                                     |                                     | Ramificação de Comborn (extinta no séc XIV) | Ramificação de Comborn (extinta no séc XIV) | Ramificação de Comborn (extinta no séc XIV) | Ramificação de Comborn (extinta no séc XIV) | Ramificação de Comborn (extinta no séc XIV)   | Ramificação de Comborn (extinta no séc XIV)   |                                               |                                               |                                               |                                               |                                                    |                                                    |                                                    |                                                    |                                                    |                                                    |  |  |                                               |                                               |                                               |                                               |                                               |                                               |  |  |  |  |  |  |  |  |  |  |  |  |  |  |  |  |  |  |  |  |  |  |  |  |  |  |  |  |  |  |  |  |  |  |  |  |
|                                                                     |                                                                     |                                                                     |                                                                     |                                                                     |                                                                     |                                                  |                                                  |                                                  |                                                  |                                                  |                                                  | Américo VII de Rochechouart (1180-1243) Visconde de Rochechouart  | Américo VII de Rochechouart (1180-1243) Visconde de Rochechouart | Américo VII de Rochechouart (1180-1243) Visconde de Rochechouart | Américo VII de Rochechouart (1180-1243) Visconde de Rochechouart | Américo VII de Rochechouart (1180-1243) Visconde de Rochechouart | Américo VII de Rochechouart (1180-1243) Visconde de Rochechouart |                                                   |                                                   |                                   |                                   |                                               |                                   |                                                     |                                                     |                                                                |                                                                |                                                                |                                                                |                                                                |                                                                |  |  |                                     |                                     | Ramificação de Comborn (extinta no séc XIV) | Ramificação de Comborn (extinta no séc XIV) | Ramificação de Comborn (extinta no séc XIV) | Ramificação de Comborn (extinta no séc XIV) | Ramificação de Comborn (extinta no séc XIV)   | Ramificação de Comborn (extinta no séc XIV)   |                                               |                                               |                                               |                                               |                                                    |                                                    |                                                    |                                                    |                                                    |                                                    |  |  |                                               |                                               |                                               |                                               |                                               |                                               |  |  |  |  |  |  |  |  |  |  |  |  |  |  |  |  |  |  |  |  |  |  |  |  |  |  |  |  |  |  |  |  |  |  |  |  |
|                                                                     |                                                                     |                                                                     |                                                                     |                                                                     |                                                                     |                                                  |                                                  |                                                  |                                                  |                                                  |                                                  | Américo VIII de Rochechouart (1206-1245) Visconde de Rochechouart |                                                                  |                                                                  |                                                                  |                                                                  |                                                                  |                                                   |                                                   |                                   |                                   |                                               |                                   |                                                     |                                                     |                                                                |                                                                |                                                                |                                                                |                                                                |                                                                |  |  |                                     |                                     |                                             |                                             |                                             |                                             |                                               |                                               |                                               |                                               |                                               |                                               |                                                    |                                                    |                                                    |                                                    |                                                    |                                                    |  |  |                                               |                                               |                                               |                                               |                                               |                                               |  |  |  |  |  |  |  |  |  |  |  |  |  |  |  |  |  |  |  |  |  |  |  |  |  |  |  |  |  |  |  |  |  |  |  |  |
|                                                                     |                                                                     |                                                                     |                                                                     |                                                                     |                                                                     |                                                  |                                                  |                                                  |                                                  |                                                  |                                                  |                                                                   |                                                                  |                                                                  |                                                                  |                                                                  |                                                                  |                                                   |                                                   |                                   |                                   |                                               |                                   |                                                     |                                                     |                                                                |                                                                |                                                                |                                                                |                                                                |                                                                |  |  |                                     |                                     |                                             |                                             |                                             |                                             |                                               |                                               |                                               |                                               |                                               |                                               |                                                    |                                                    |                                                    |                                                    |                                                    |                                                    |  |  |                                               |                                               |                                               |                                               |                                               |                                               |  |  |  |  |  |  |  |  |  |  |  |  |  |  |  |  |  |  |  |  |  |  |  |  |  |  |  |  |  |  |  |  |  |  |  |  |
|                                                                     |                                                                     |                                                                     |                                                                     |                                                                     |                                                                     |                                                  |                                                  |                                                  |                                                  |                                                  |                                                  |                                                                   |                                                                  |                                                                  |                                                                  |                                                                  |                                                                  |                                                   |                                                   |                                   |                                   |                                               |                                   |                                                     |                                                     |                                                                |                                                                |                                                                |                                                                |                                                                |                                                                |  |  |                                     |                                     |                                             |                                             |                                             |                                             |                                               |                                               |                                               |                                               |                                               |                                               |                                                    |                                                    |                                                    |                                                    |                                                    |                                                    |  |  |                                               |                                               |                                               |                                               |                                               |                                               |  |  |  |  |  |  |  |  |  |  |  |  |  |  |  |  |  |  |  |  |  |  |  |  |  |  |  |  |  |  |  |  |  |  |  |  |
| Américo IX de Rochechouart († 1288) Visconde de Rochechouart        | Américo IX de Rochechouart († 1288) Visconde de Rochechouart        | Américo IX de Rochechouart († 1288) Visconde de Rochechouart        | Américo IX de Rochechouart († 1288) Visconde de Rochechouart        | Américo IX de Rochechouart († 1288) Visconde de Rochechouart        | Américo IX de Rochechouart († 1288) Visconde de Rochechouart        |                                                  |                                                  |                                                  |                                                  |                                                  |                                                  |                                                                   |                                                                  |                                                                  |                                                                  |                                                                  |                                                                  |                                                   |                                                   |                                   |                                   |                                               |                                   | Guilherme de Mortemart († 1272) Senhor de Mortemart | Guilherme de Mortemart († 1272) Senhor de Mortemart | Guilherme de Mortemart († 1272) Senhor de Mortemart            | Guilherme de Mortemart († 1272) Senhor de Mortemart            | Guilherme de Mortemart († 1272) Senhor de Mortemart            | Guilherme de Mortemart († 1272) Senhor de Mortemart            |                                                                |                                                                |  |  |                                     |                                     |                                             |                                             |                                             |                                             |                                               |                                               |                                               |                                               |                                               |                                               |                                                    |                                                    |                                                    |                                                    |                                                    |                                                    |  |  |                                               |                                               |                                               |                                               |                                               |                                               |  |  |  |  |  |  |  |  |  |  |  |  |  |  |  |  |  |  |  |  |  |  |  |  |  |  |  |  |  |  |  |  |  |  |  |  |
| Américo IX de Rochechouart († 1288) Visconde de Rochechouart        | Américo IX de Rochechouart († 1288) Visconde de Rochechouart        | Américo IX de Rochechouart († 1288) Visconde de Rochechouart        | Américo IX de Rochechouart († 1288) Visconde de Rochechouart        | Américo IX de Rochechouart († 1288) Visconde de Rochechouart        | Américo IX de Rochechouart († 1288) Visconde de Rochechouart        |                                                  |                                                  |                                                  |                                                  |                                                  |                                                  |                                                                   |                                                                  |                                                                  |                                                                  |                                                                  |                                                                  |                                                   |                                                   |                                   |                                   |                                               |                                   | Guilherme de Mortemart († 1272) Senhor de Mortemart | Guilherme de Mortemart († 1272) Senhor de Mortemart | Guilherme de Mortemart († 1272) Senhor de Mortemart            | Guilherme de Mortemart († 1272) Senhor de Mortemart            | Guilherme de Mortemart († 1272) Senhor de Mortemart            | Guilherme de Mortemart († 1272) Senhor de Mortemart            |                                                                |                                                                |  |  |                                     |                                     |                                             |                                             |                                             |                                             |                                               |                                               |                                               |                                               |                                               |                                               |                                                    |                                                    |                                                    |                                                    |                                                    |                                                    |  |  |                                               |                                               |                                               |                                               |                                               |                                               |  |  |  |  |  |  |  |  |  |  |  |  |  |  |  |  |  |  |  |  |  |  |  |  |  |  |  |  |  |  |  |  |  |  |  |  |
|                                                                     |                                                                     |                                                                     |                                                                     |                                                                     |                                                                     |                                                  |                                                  |                                                  |                                                  |                                                  |                                                  |                                                                   |                                                                  |                                                                  |                                                                  |                                                                  |                                                                  |                                                   |                                                   |                                   |                                   |                                               |                                   |                                                     |                                                     |                                                                |                                                                |                                                                |                                                                |                                                                |                                                                |  |  |                                     |                                     |                                             |                                             |                                             |                                             |                                               |                                               |                                               |                                               |                                               |                                               |                                                    |                                                    |                                                    |                                                    |                                                    |                                                    |  |  |                                               |                                               |                                               |                                               |                                               |                                               |  |  |  |  |  |  |  |  |  |  |  |  |  |  |  |  |  |  |  |  |  |  |  |  |  |  |  |  |  |  |  |  |  |  |  |  |
|                                                                     |                                                                     |                                                                     |                                                                     |                                                                     |                                                                     |                                                  |                                                  |                                                  |                                                  |                                                  |                                                  |                                                                   |                                                                  |                                                                  |                                                                  |                                                                  |                                                                  |                                                   |                                                   |                                   |                                   |                                               |                                   |                                                     |                                                     |                                                                |                                                                |                                                                |                                                                |                                                                |                                                                |  |  |                                     |                                     |                                             |                                             |                                             |                                             |                                               |                                               |                                               |                                               |                                               |                                               |                                                    |                                                    |                                                    |                                                    |                                                    |                                                    |  |  |                                               |                                               |                                               |                                               |                                               |                                               |  |  |  |  |  |  |  |  |  |  |  |  |  |  |  |  |  |  |  |  |  |  |  |  |  |  |  |  |  |  |  |  |  |  |  |  |
|                                                                     |                                                                     |                                                                     |                                                                     |                                                                     |                                                                     |                                                  |                                                  |                                                  |                                                  |                                                  |                                                  |                                                                   |                                                                  |                                                                  |                                                                  |                                                                  |                                                                  |                                                   |                                                   |                                   |                                   |                                               |                                   |                                                     |                                                     |                                                                |                                                                |                                                                |                                                                |                                                                |                                                                |  |  |                                     |                                     |                                             |                                             |                                             |                                             |                                               |                                               |                                               |                                               |                                               |                                               |                                                    |                                                    |                                                    |                                                    |                                                    |                                                    |  |  |                                               |                                               |                                               |                                               |                                               |                                               |  |  |  |  |  |  |  |  |  |  |  |  |  |  |  |  |  |  |  |  |  |  |  |  |  |  |  |  |  |  |  |  |  |  |  |  |
| Ramificação de Rochechouart (ainda existente)                       | Ramificação de Rochechouart (ainda existente)                       | Ramificação de Rochechouart (ainda existente)                       | Ramificação de Rochechouart (ainda existente)                       | Ramificação de Rochechouart (ainda existente)                       | Ramificação de Rochechouart (ainda existente)                       |                                                  |                                                  |                                                  |                                                  |                                                  |                                                  |                                                                   |                                                                  |                                                                  |                                                                  |                                                                  |                                                                  |                                                   |                                                   |                                   |                                   |                                               |                                   | Ramificação de Mortemart (ainda existente)          | Ramificação de Mortemart (ainda existente)          | Ramificação de Mortemart (ainda existente)                     | Ramificação de Mortemart (ainda existente)                     | Ramificação de Mortemart (ainda existente)                     | Ramificação de Mortemart (ainda existente)                     |                                                                |                                                                |  |  |                                     |                                     |                                             |                                             |                                             |                                             |                                               |                                               |                                               |                                               |                                               |                                               |                                                    |                                                    |                                                    |                                                    |                                                    |                                                    |  |  |                                               |                                               |                                               |                                               |                                               |                                               |  |  |  |  |  |  |  |  |  |  |  |  |  |  |  |  |  |  |  |  |  |  |  |  |  |  |  |  |  |  |  |  |  |  |  |  |

## Armorial da Casa de Limoges

Brasão de Armas dos viscondes de Aubusson : cruz vermelha sobe o escudo amarelo ouro
Brasão de Armas dos viscondes de Brosse : três escovas de ouro sob um fundo azul
Brasão de Armas dos viscondes de Comborn : coticé d'or et de gueules de douze pièces
Brasão de Armas dos viscondes de Limoges : d'or, à trois lion d'azur, armés et lampassés de gueules
Brasão de Armas dos viscondes de Périgord : de gueules, à trois lions d'or, armés et couronnés d'azur
Brasão de Armas de Rochechouart : fascé ondé d'argent et de gueules de six pièces
Brasão de Armas da Vila francesa de  Ussel: d'azur à la porte d'or, la serrure et les bris d'huis de sable, accompagnée de trois étoiles d'or, deux en chef , une en pointe
Brasão de Armas dos viscondes de Ventadour: xadrez vermelho e ouro

## Possessões
Antigas posses governadas pelos descendentesPredefinição:Précision nécessaire de Foucher de Limoges sont:
Haute-Vienne: Limoges, Rochechouart, Aixe-sur-Vienne, Bâtiment, Berneuil, Blond, Bonat, Boisseuil, Brigueil, Bussière-Boffy, Bussière-Galant, Châlus, Champagnac-la-Rivière, Champsac, Château-Chervix, Chéronnac,  Cieux, Clavieres, Cognac-la-Forêt, Coussac-Bonneval, Cussac, Dournazac, Eyjeaux, Fauvette, Flavignac, Glandon, Gorre, Javerdat,  La Chapelle-Montbrandeix, Ladignac-le-Long, Lavignac, Le Chalard, Les Cars, Les Salles-Lavauguyon,  Maisonnais-sur-Tardoire, Marafy, Maisonnais-sur-Tardoire, Marval, Mézières-sur-Issoire, Mortemart, Nouic, Oradour-sur-Glane, Oradour-sur-Vayres, Pageas, Pensol, Pierre-Buffière, Razé, Repaire, Rochebrune, Saint-Auvent, Saint-Bazile, Saint-Bonnet-Briance, Saint-Christophe, Saint-Gervais, Saint-Genest-sur-Roselle, Saint-Hilaire-Bonneval, Saint-Jean-Ligoure, Saint-Cyr, Saint-Laurent-sur-Gorre, Saint-Léger-la-Montagne, Saint-Mathieu, Saint-Paul, Saint-Victurnien, Saint-Yrieix-la-Perche, Sainte-Marie-de-Vaux, Vayres, Videix, Vigneau...; Aisne: Corbeny, La Ferté-Chevresis, Saint-Germain-les-Belles...; Allier: Bellenaves, Gayette...; Ariège: Lescure, Soulan...; Aube: Bréviandes, La Motte-Tilly, Maupas...; Charente: Bessac, Brigueil, Chabanais, Confolens, Montmoreau-Saint-Cybard, Montrollet, Saint-Christophe...; Charente-Maritime: Fontaine de Burlé, Tonnay-Charente...Cher: Ardé, Chârost, Cros, Fontmoreau, Ivoy-le-Pré, Jars, La Salle de Jançai, Lavaupot, Loisière, Mondon, Morogues, Rhodes, Sens-Beaujeu...; Corrèze:   Arnac-Pompadour, Ayen, Benayes, Beyssac, Beyssenac, Brignac-la-Plaine, Chamberet, Louignac, Lubersac, Masseret, Montgibaud, Objat, Perpezac-le-Blanc, Saint-Aulaire, Saint-Cyprien, Saint-Éloy-les-Tuileries, Saint-Julien-le-Vendômois, Saint-Martin-Sepert, Saint-Pardoux-Corbier, Saint-Robert, Saint-Sornin-Lavolps, Segonzac, Ségur-le-Château, Vars-sur-Roseix, Yssandon...; Côte d'Or: Arconçay, Arc-sur-Tille, Brognon, Chazeuil, Dussac, Marey, Selongey; Creuse: Azat-Châtenet, Boussac, Bridiers, Saint-Étienne-de-Fursac...; Dordogne: Abjat-sur-Bandiat, Angoisse, Anlhiac, Atur, Augignac, Bassillac, Beauregard-de-Terrasson, Blis-et-Born, Boulazac, Châtres, Chavagnac, Clermont-d'Excideuil, Coly, Condat-sur-Vézère, Connezac,  Corgnac-sur-l'Isle, Excideuil, Eyliac, Eyzerac, Fougeyrolles, Génis, Grèzes, Hautefaye, Javerlhac, La Cosière en Périgord, La Douze, La Bachellerie, La Cassagne, La Dornac, La Feuillade, Lanouaille, Le Bourdeix, Le Lardin-Saint-Lazare, Lempzours, Lussas-et-Nontronneau, Marsaneix, Milhac-d'Auberoche, Nanthiat, Nantheuil, Nontron, Notre-Dame-de-Sanilhac, Payzac, Pazayac, Peyrignac, Preyssac-d'Excideuil, Saint-Antoine-d'Auberoche, Saint-Crépin-d'Auberoche, Saint-Cyr-les-Champagnes, Saint-Estèphe, Saint-Front-sur-Nizonne, Saint-Germain-des-Prés, Saint-Geyrac, Saint-Jean-de-Côle, Saint-Jory-las-Bloux, Saint-Laurent-sur-Manoire, Sainte-Marie-de-Chignac, Saint-Martial-d'Albarède, Saint-Martial-de-Valette, Saint-Martin-de-Fressengeas, Saint-Martin-le-Pin, Saint-Médard-d'Excideuil, Saint-Mesmin, Saint-Pantaly-d'Excideuil, Saint-Pierre-de-Chignac, Saint-Pierre-de-Côle, Saint-Rabier, Saint-Raphaël, Saint-Romain-et-Saint-Clément, Saint-Sulpice-d'Excideuil, Sainte-Trie, Salagnac, Sarlande, Sarrazac, Savignac-Lédrier, Sceau-Saint-Angel, Terrasson-Lavilledieu, Teyjat, Thiviers, Vaunac, Vieux-Mareuil, Villac...; Essonne: Saint-Cyr-la-Rivière...; Haute-Garonne: Aureville, Barbazan, Clermont-le-Fort, Goyrans, Laborthe-sur-Lèze, Montclar-Lauragais, Pompiac...; Gers: Montégut, Plieux...; Gironde: Belin...; Loire-Atlantique: Château-Thébaud, Fercé, Saint-Julien-de-Concelles, Montrelais, Quehillac, La Sénéchallière, Vieillevigne...; Loiret: Châtillon-le-Roi, Coulmiers, Germigny-des-Prés, Isy, La Brosse, Loury, Mareau-aux-Prés, Nancray-sur-Rimarde, Montpipeau, Saint-Ay...; Indre: château de Brosse, Saint-Benoît-du-Sault Le Bouchet, Migné, Saulnay...; Lot: Gramat...; Mayenne: Entrammes, ...; Nièvre: Dampierre-sous-Bouhy, Corbigny, Moulins-Engilbert, Saint-Amand-en-Puisaye, Saint-Péreuse, Saint-Vérain, Vauchisson...; Oise: Blicourt, Marseille-en-Beauvaisis...; Puy de Dôme: Artonne, Bessac, La Tour-d'Auvergne, Montpeyroux, Ravel...; Saône et Loire: Bellevesvre, Couches, Layé... Seine-Maritime: Fricourt, la Motte, ...;Seine-et-Marne: Bray-sur-Seine, Everly, Moigneville, Soissy sous Etiole, Trilbardou, Meaux...; Somme: Marseilles, ...; Tarn-et-Garonne: Bruniquel, Faudoas...; Deux-Sèvres: Champdeniers, Gascougnolles, Le Bourdet, Limalonges, Mauzé, Vouillé...; Vendée: Montaigu...; Vienne: Abzac, Availles, Brion, Chanail, Château-Larcher, Cercigné, Isle-Dieu, Dieuné, Lussac-les-Châteaux, Isle-Jourdain, Vienne, Vernières Vivonne...; Yonne: Malvoisine...; Val d'Oise: Chars...

## Bibliiografia
- Robert de Lasteyrie, Estudo sobre os condes e viscondes de Limoges anteriores ao ano mil, 1874
- Detlev Schwennicke, Árvores genealógicas européias Band III.4 (1989) Tafel 773